# Rumex aquaticiformis
Rumex aquaticiformis är en slideväxtart som beskrevs av Heinrich Gustav Reichenbach. Rumex aquaticiformis ingår i släktet skräppor, och familjen slideväxter. Inga underarter finns listade i Catalogue of Life.